# 33

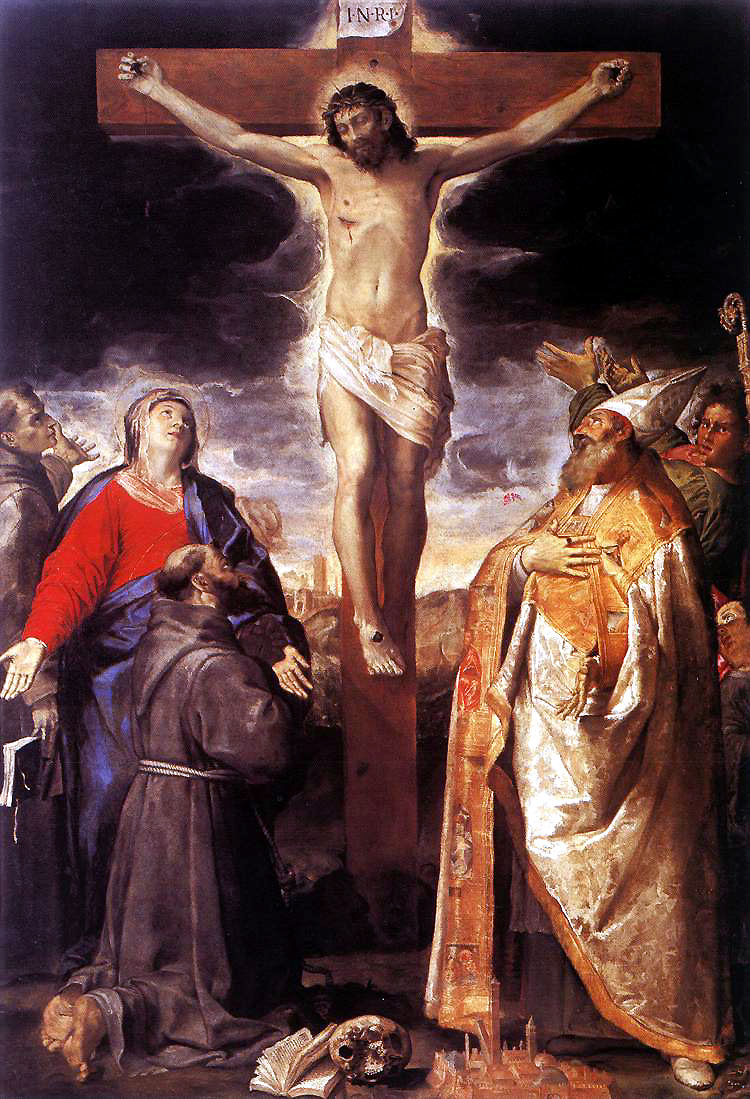
La crocifissione di Gesù in un dipinto di Annibale Carracci, 1583, Chiesa di Santa Maria della Carità, Bologna

Il 33 (XXXIII in numeri romani) è un anno  del I secolo.

## Eventi

### Impero romano
- Scoppia una gravissima crisi finanziaria, dovuta alle precedenti politiche fiscali. Il valore dei terreni crolla e contemporaneamente aumentano i debiti. Le prime vittime della crisi sono i senatori, la classe dei cavalieri e dei più ricchi. Molte ricche famiglie cadono in rovina.
- Tiberio crea un istituto di credito statale a Roma.

### Cina
- Contro l'imperatore Guangwu scoppia una rivolta nella provincia del Sichuan.

### Religioni
- 3 aprile: in base ad alcuni calcoli, questa è una delle possibili date della morte di Gesù Cristo. Un'altra possibile data è il 7 aprile 30. Entrambe le date sono dei venerdì. La tradizione indica il 33 come l'anno della morte di Gesù in quanto si contano trent'anni per la sua vita privata e tre anni per quella pubblica. Papa Giovanni Paolo II ha comunque usato la data tradizionale del 33 per indire il Giubileo straordinario del 1983 (1950º anniversario della redenzione).

## Nati
- Boudicca, condottiero britanno

## Morti
- 18 ottobre - Agrippina maggiore, nobildonna romana (n. 14 a.C.)
- Druso Cesare, nobile romano (n. 7)
- Gaio Asinio Gallo, senatore romano
- Marco Emilio Lepido, politico romano
- Lucio Elio Lamia, politico romano
- Marco Cocceio Nerva, magistrato, senatore e giurista romano
- Plancina, nobile romana
- Lucio Pomponio Flacco, politico e militare romano

• Gesù Cristo, Capo dei Profeti e figlio del padre 

## Calendario
| Calendario 33 | Calendario 33 | Calendario 33 | Calendario 33 | Calendario 33 | Calendario 33 | Calendario 33 | Calendario 33 | Calendario 33 | Calendario 33 | Calendario 33 | Calendario 33 | Calendario 33 | Calendario 33 | Calendario 33 | Calendario 33 | Calendario 33 | Calendario 33 | Calendario 33 | Calendario 33 | Calendario 33 | Calendario 33 | Calendario 33 | Calendario 33 | Calendario 33 | Calendario 33 | Calendario 33 | Calendario 33 | Calendario 33 | Calendario 33 | Calendario 33 | Calendario 33 | Calendario 33 |
| ------------- | ------------- | ------------- | ------------- | ------------- | ------------- | ------------- | ------------- | ------------- | ------------- | ------------- | ------------- | ------------- | ------------- | ------------- | ------------- | ------------- | ------------- | ------------- | ------------- | ------------- | ------------- | ------------- | ------------- | ------------- | ------------- | ------------- | ------------- | ------------- | ------------- | ------------- | ------------- | ------------- |
|               | 1             | 2             | 3             | 4             | 5             | 6             | 7             | 8             | 9             | 10            | 11            | 12            | 13            | 14            | 15            | 16            | 17            | 18            | 19            | 20            | 21            | 22            | 23            | 24            | 25            | 26            | 27            | 28            | 29            | 30            | 31            |               |
| Gennaio       | Gi            | Ve            | Sa            | Do            | Lu            | Ma            | Me            | Gi            | Ve            | Sa            | Do            | Lu            | Ma            | Me            | Gi            | Ve            | Sa            | Do            | Lu            | Ma            | Me            | Gi            | Ve            | Sa            | Do            | Lu            | Ma            | Me            | Gi            | Ve            | Sa            |               |
| Febbraio      | Do            | Lu            | Ma            | Me            | Gi            | Ve            | Sa            | Do            | Lu            | Ma            | Me            | Gi            | Ve            | Sa            | Do            | Lu            | Ma            | Me            | Gi            | Ve            | Sa            | Do            | Lu            | Ma            | Me            | Gi            | Ve            | Sa            |               |               |               |               |
| Marzo         | Do            | Lu            | Ma            | Me            | Gi            | Ve            | Sa            | Do            | Lu            | Ma            | Me            | Gi            | Ve            | Sa            | Do            | Lu            | Ma            | Me            | Gi            | Ve            | Sa            | Do            | Lu            | Ma            | Me            | Gi            | Ve            | Sa            | Do            | Lu            | Ma            |               |
| Aprile        | Me            | Gi            | Ve            | Sa            | Do            | Lu            | Ma            | Me            | Gi            | Ve            | Sa            | Do            | Lu            | Ma            | Me            | Gi            | Ve            | Sa            | Do            | Lu            | Ma            | Me            | Gi            | Ve            | Sa            | Do            | Lu            | Ma            | Me            | Gi            |               |               |
| Maggio        | Ve            | Sa            | Do            | Lu            | Ma            | Me            | Gi            | Ve            | Sa            | Do            | Lu            | Ma            | Me            | Gi            | Ve            | Sa            | Do            | Lu            | Ma            | Me            | Gi            | Ve            | Sa            | Do            | Lu            | Ma            | Me            | Gi            | Ve            | Sa            | Do            |               |
| Giugno        | Lu            | Ma            | Me            | Gi            | Ve            | Sa            | Do            | Lu            | Ma            | Me            | Gi            | Ve            | Sa            | Do            | Lu            | Ma            | Me            | Gi            | Ve            | Sa            | Do            | Lu            | Ma            | Me            | Gi            | Ve            | Sa            | Do            | Lu            | Ma            |               |               |
| Luglio        | Me            | Gi            | Ve            | Sa            | Do            | Lu            | Ma            | Me            | Gi            | Ve            | Sa            | Do            | Lu            | Ma            | Me            | Gi            | Ve            | Sa            | Do            | Lu            | Ma            | Me            | Gi            | Ve            | Sa            | Do            | Lu            | Ma            | Me            | Gi            | Ve            |               |
| Agosto        | Sa            | Do            | Lu            | Ma            | Me            | Gi            | Ve            | Sa            | Do            | Lu            | Ma            | Me            | Gi            | Ve            | Sa            | Do            | Lu            | Ma            | Me            | Gi            | Ve            | Sa            | Do            | Lu            | Ma            | Me            | Gi            | Ve            | Sa            | Do            | Lu            |               |
| Settembre     | Ma            | Me            | Gi            | Ve            | Sa            | Do            | Lu            | Ma            | Me            | Gi            | Ve            | Sa            | Do            | Lu            | Ma            | Me            | Gi            | Ve            | Sa            | Do            | Lu            | Ma            | Me            | Gi            | Ve            | Sa            | Do            | Lu            | Ma            | Me            |               |               |
| Ottobre       | Gi            | Ve            | Sa            | Do            | Lu            | Ma            | Me            | Gi            | Ve            | Sa            | Do            | Lu            | Ma            | Me            | Gi            | Ve            | Sa            | Do            | Lu            | Ma            | Me            | Gi            | Ve            | Sa            | Do            | Lu            | Ma            | Me            | Gi            | Ve            | Sa            |               |
| Novembre      | Do            | Lu            | Ma            | Me            | Gi            | Ve            | Sa            | Do            | Lu            | Ma            | Me            | Gi            | Ve            | Sa            | Do            | Lu            | Ma            | Me            | Gi            | Ve            | Sa            | Do            | Lu            | Ma            | Me            | Gi            | Ve            | Sa            | Do            | Lu            |               |               |
| Dicembre      | Ma            | Me            | Gi            | Ve            | Sa            | Do            | Lu            | Ma            | Me            | Gi            | Ve            | Sa            | Do            | Lu            | Ma            | Me            | Gi            | Ve            | Sa            | Do            | Lu            | Ma            | Me            | Gi            | Ve            | Sa            | Do            | Lu            | Ma            | Me            | Gi            |               |